# 2579 Spartacus
För andra betydelser, se Spartacus (olika betydelser).
2579 Spartacus eller 1977 PA2 är en asteroid i huvudbältet som upptäcktes den 14 augusti 1977 av den rysk-sovjetiske astronomen Nikolaj Tjernych vid Krims astrofysiska observatorium på Krim. Den har fått sitt namn efter den romerske upprorsledaren Spartacus.
Asteroiden har en diameter på ungefär 4 kilometer.